# أنقليس ثعباني خفاق
أنقليس ثعباني خفاق (الاسم العلمي: Phyllophichthus) هو جنس من الأنقليس، يتبع فصيلة الأنقليس الثعباني.